# Vaux-et-Chantegrue
Vaux-et-Chantegrue – miejscowość i gmina we Francji, w regionie Burgundia-Franche-Comté, w departamencie Doubs.
Według danych na rok 1990 gminę zamieszkiwało 490 osób, a gęstość zaludnienia wynosiła 35 osób/km² (wśród 1786 gmin Franche-Comté Vaux-et-Chantegrue plasuje się na 322. miejscu pod względem liczby ludności, natomiast pod względem powierzchni na miejscu 248.).